# 阿方索·萨莫拉
阿方索·萨莫拉（西班牙語：Alfonso Zamora，1954年2月9日—），生于墨西哥城，墨西哥男子拳击运动员。他曾代表墨西哥参加1972年夏季奥林匹克运动会拳击比赛，获得男子54公斤级银牌。